# Château de Gaillefontaine
Le château de Gaillefontaine est une demeure du XIXe siècle qui se dresse sur le territoire de la commune française de Gaillefontaine, dans le département de la Seine-Maritime, en région Normandie.
Le château, propriété privée non ouvert à la visite, est classé au titre des monuments historiques.

## Localisation
Le domaine est situé route de Paris, sur le rebord du plateau surplombant la vallée de la Béthune, sur la commune de Gaillefontaine, dans le département français de la Seine-Maritime.

## Historique
Le château est daté des années 1881-1886 et est construit pour le marquis Ernest-Gabriel des Roys, sur un domaine acquis en 1800 par la générale Hoche, Adélaïde Dechaux. Dès 1870, le marquis, époux de Jenny Hoche, fille de la générale, fit réaliser par les architectes Bir et Pini un parc paysager, puis en 1875, des écuries monumentales, et enfin de 1881 à 1901 un grand château dans un style inspiré de la fin du Moyen Âge.

## Description
Le château du XIXe siècle est bâti en pierres, briques et ardoises.
Il a été construit en style néo-Renaissance.

## Protection
L'ensemble du domaine, y compris ses chapelle funéraire, éléments bâtis et assise foncière sont classés au titre des monuments historiques par arrêté du 1er février 2001.